# California Motor Car Company
California Motor Car Company, vorher Sunset Automobile Company und Victory Motor Car Company, war ein US-amerikanischer Hersteller von Automobilen.

## Unternehmensgeschichte
Dorville Libby Jr. leitete die Sunset Automobile Company in San Francisco in Kalifornien. 1900 begann die Produktion von Automobilen. Der Markenname lautete Sunset. Später war Frank H. Holmes an der Konstruktion der Fahrzeuge beteiligt. Harry A. Knox von der Atlas Motor Car Company zeigte Interesse an den Produkten von Sunset. Das Erdbeben von San Francisco 1906 zerstörte 1906 die Fabrik.
Libby verließ das Unternehmen. Bert Knapp von der Knapp Manufacturing Company aus San José in Kalifornien war interessiert. Es kam zum Zusammenschluss der beiden Unternehmen. Die neue Firmierung lautete Victory Motor Car Company. Der Sitz war nun in San José. Frank Holmes war Präsident und Bert Knapp Vizepräsident. Knox fertigte Fahrzeuge in Lizenz und half damit, die finanziellen Probleme zu überstehen. Im August 1906 wurde ein neues Werk fertiggestellt. Ende 1908 entstanden monatlich acht Fahrzeuge. Zu der Zeit waren alleine in San José 230 Fahrzeuge der Marke zugelassen. 1910 verließen Holmes und Knapp das Unternehmen. Herbert S. Swanton leitete nun das Unternehmen. Ende 1912 kam die Produktion bei Victory zum Erliegen.
1913 fertigte die California Motor Car Company die Fahrzeuge. Es ist unklar, ob es eine Umbenennung oder eine Übernahme war. Im September 1913 wurde das Werk verkauft. Damit endete die Produktion endgültig.
1917 waren noch 37 Fahrzeuge der Marke in Kalifornien zugelassen.

## Fahrzeuge
Von 1900 bis 1904 standen Dampfwagen im Sortiment. Sie hatten einen Dampfmotor mit zwei Zylindern von der Mason-Neilan Regulator Company. Das Fahrgestell kam von der A. L. Dyke Automobile Supply Company. Die Motorleistung wurde über eine Kette übertragen. Gelenkt wurde mit einem Lenkhebel.
Außerdem wurden Elektroautos gefertigt, wobei die Zeitspanne unklar ist.
1904 ersetzten Fahrzeuge mit Ottomotoren die bisherigen Modelle. Zunächst war es ein Zweizylinder-Zweitaktmotor mit 10 PS Leistung, der vorne unter einer Motorhaube montiert war. Er trieb über ein Planetengetriebe und eine Kardanwelle die Hinterachse an. Das Fahrgestell hatte 213 cm Radstand. Der Aufbau war bis 1905 immer ein Runabout.
1906 kamen Surrey und Tourenwagen dazu. Außerdem ergänzte ein Modell mit einem Vierzylindermotor und 20 PS Leistung das Sortiment.
1907 standen drei Modelle im Sortiment. Model A hatte einen Zweizylindermotor und kostete als Runabout 950 US-Dollar. Model B mit einem Dreizylindermotor war ebenfalls ein Runabout, der 1250 Dollar kostete. Model C hatte gleichfalls einen Dreizylindermotor, war aber als Tourenwagen karosseriert und kostete 1400 Dollar. Ein Radstand von 213 cm und eine Motorleistung von 15 PS sind überliefert, wobei unklar bleibt, ob sich diese Angaben nur auf das letztgenannte Modell beziehen.
1908 kam ein Roadster dazu. Diese Fahrzeuge wurden auch im Automobilsport eingesetzt. So wurden im September 1908 in Fresno drei von fünf Rennen gewonnen.
1909 erschien das Model 30. Es hatte einen Motor von der Continental Motors Company. Der Radstand betrug 279 cm. Zur Wahl standen Roadster für 1450 Dollar und Tourenwagen für 1500 Dollar. Eine Höchstgeschwindigkeit von 96 km/h war garantiert. Die Modelle mit Zweitaktmotoren blieben weiterhin erhältlich.